# Callosciurus albescens
Callosciurus albescens е вид гризач от семейство Катерицови (Sciuridae).

## Разпространение и местообитание
Видът е разпространен в Индонезия (Суматра).
Обитава гористи местности, влажни места и храсталаци.